# Équipe cycliste Mercury

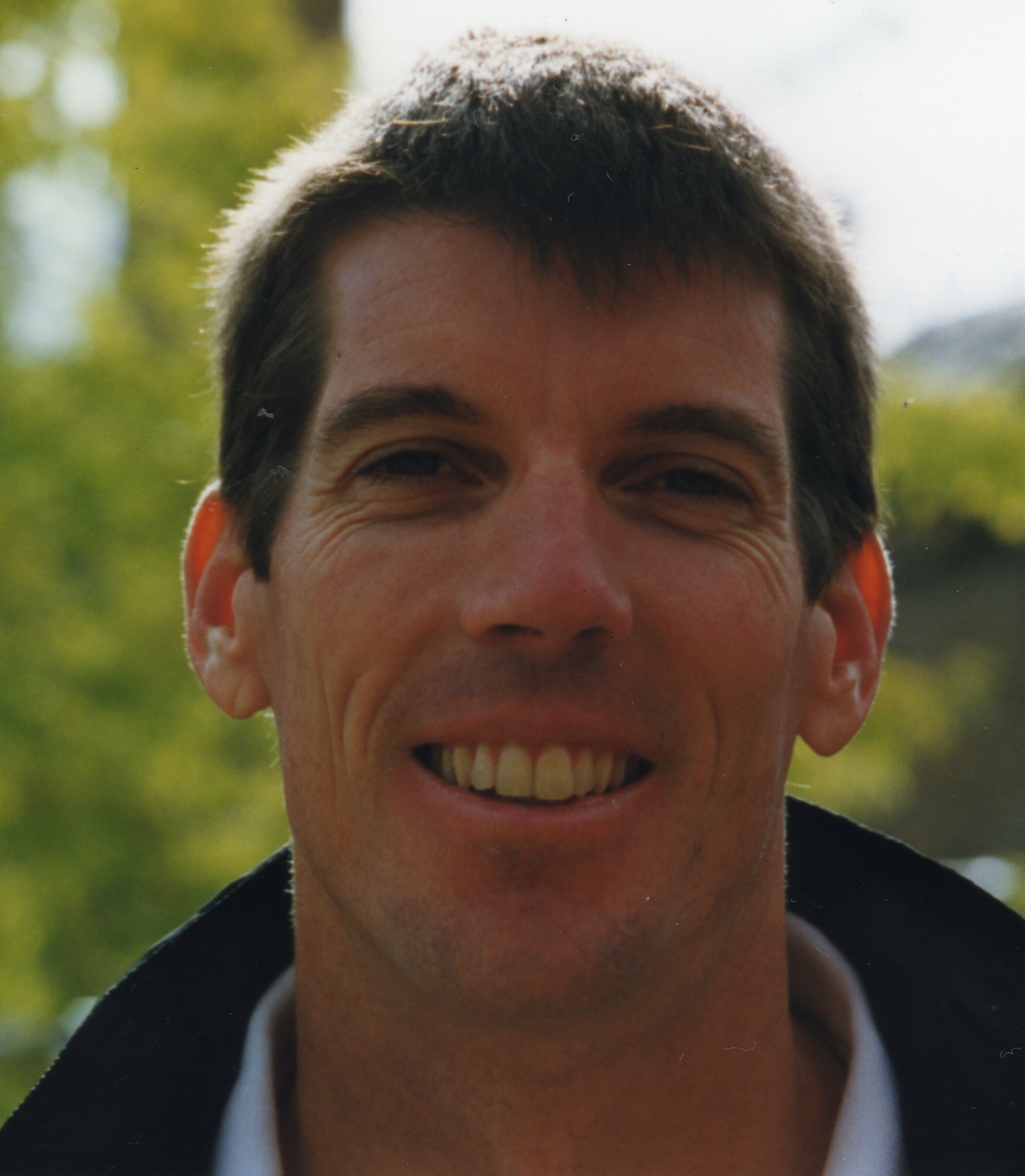
John Wordin directeur sportif, lors du Tour de l'Avenir 1998.

L'équipe cycliste Mercury est une ancienne équipe cycliste américaine ayant existé de 1998 à 2002 dirigée par John Wordin. Elle avait pour principal sponsor le constructeur automobile Mercury. De 1999 à 2000, elle avait le statut GSII (2e division), puis GSI (1re division) en 2001 et GSIII (3e division) en 2002.

## Histoire
Apparue sous le nom de Mercury en 1998, l'équipe succède aux formations Nutra Fig (1995-1996) et Comptel Data Systems-Colorado Cyclist (1997), déjà dirigées par John Wordin. Durant cette période, l'effectif évolue de 5 coureurs en 1995 à 11 coureurs en 1997. Plusieurs d'entre eux effectueront une carrière au haut niveau international : Christopher Horner, Levi Leipheimer et Jonathan Vaughters qui remporte en 1997 le championnat des États-Unis contre-la-montre et le Tour de Beauce.

### 1998-2000
1998 voit l'arrivée en tant que nouveau sponsor  du constructeur automobile Mercury. Le Canadien Gordon Fraser, qui restera dans l'équipe jusqu'à sa disparition, fait son arrivée. Le nombre de coureurs croît d'année en année : de 13 en 1998, il passe à 16 en 1999 puis 21 en 2000. Les résultats progressent eux aussi. Après le titre de champion du Canada de Mark Walters en 1998 et la victoire de David Clinger au Tour de Toona en 1999, Mercury enregistre ses premiers succès en Europe en 2000 : Floyd Landis s'impose notamment sur le Tour du Poitou-Charentes, Steve Zampieri à la Mi-août bretonne, Jan Bratkowski au Grand Prix Pino Cerami  et Gordon Fraser au Grand Prix de la ville de Rennes. Henk Vogels gagne le First Union USPRO Championships et Christopher Horner le Tour de Langkawi.

### La saison 2001

#### Le renforcement de l'équipe
L'ancien vainqueur du Tour de France Greg LeMond apporte à l'équipe un deuxième sponsor, la compagnie de télécommunication Viatel, ce qui permet de porter le budget à 5 millions de dollars. Lemond avait jusqu'alors l'intention de créer sa propre structure avec cette entreprise mais s'était ravisé, optant pour une « année de transition » en s'engageant comme conseiller de Mercury-Viatel. Outre l'apport financier, il attire plusieurs coureurs belges avec lesquels il était en contact : Peter Van Petegem, Geert Van Bondt. Ces arrivées permettent à Mercury d'espérer une victoire sur une classique. Plusieurs bons coureurs de courses par étapes sont également recrutés : Niklas Axelsson, Andrei Teteriouk, et surtout le vainqueur du Tour d'Italie 1996 Pavel Tonkov.

#### Les premiers succès
La première course de la saison est le Tour de Langkawi, dont Christopher Horner est le vainqueur en titre. Les sprinters de Mercury s'y illustrent : Jans Koerts remporte deux étapes, Gordon Fraser une. Les Mapei Paolo Lanfranchi et Paolo Bettini dominent le classement général, mais Chris Wherry parvient à monter sur le podium (3e) ; Niklas Axelsson est huitième.
Paris-Nice constitue la première compétition majeure de l'année. Mercury en sort avec le même bilan qu'en Malaisie : une troisième place au classement général et trois étapes. Cinquième du prologue, Peter Van Petegem prend la tête du classement général deux jours plus tard en gagnant à Saint-Étienne. Il cède la tunique blanche de leader après le contre-la-montre en pente du col d'Èze, pour prendre la troisième place finale. Koerts s'impose à nouveau au sprint, suivi de Fabrizio Guidi, vainqueur à Nice.
Simultanément à Paris-Nice, Fraser et Horner signent deux succès d'étape à la Redlands Classic, Horner y ajoutant une deuxième place au classement général. Avec deux autres coureurs parmi les dix premiers (Scott Moninger et Chris Wherry) et les bons sprints de Baden Cooke, Mercury remporte le classement par équipes.

#### Les difficultés
L'équipe n'est sélectionnée sur aucun grand tour. L'équipe se retrouve à court d'argent surtout et le sponsor Viatel se désiste ce qui contraint l'équipe à licencier un certain nombre de coureurs. L'équipe est rétrogradée en GS3 en fin d'année et Greg LeMond part.

## Principaux coureurs
| - Léon van Bon (2001) - Baden Cooke (2000-2001) - Tom Danielson (2002) - Julian Dean (1998) - Fabrizio Guidi (2001) - Christopher Horner (2000-2001) | - Jans Koerts (2001) - Floyd Landis (1999-2001) - Peter Van Petegem (2001) - Pavel Tonkov (2001) - Henk Vogels (2000-2002) - Steve Zampieri (2000) |

## Principales victoires
- 2000
  - Tour du Poitou-Charentes   ( Floyd Landis)
  - 1re étape du Critérium International ( Gordon Fraser)

- 2001
  - 2e ( van Petegem), 3e ( Koerts) et 8e étapes ( Guidi) de Paris-Nice
  - 1re étape du Tour de Romandie ( Fabrizio Guidi)

## Classements UCI
Jusqu'en 1998, les équipes cyclistes sont classées par l'UCI dans une division unique. En 1999 le classement UCI par équipes est divisé entre GSI, GSII et GSIII. D'abord classée parmi les Groupes Sportifs II, soit la deuxième division des équipes cyclistes professionnelles, l'équipe Mercury accède au niveau supérieur en 2001. À la suite des difficultés financières de cette année, elle effectue sa dernière saison en GS3.
| Année | Classement par équipes | Meilleur coureur au classement individuel |
| 1996  | 52e                    | Christopher Horner (180e)                 |
| 1997  | 47e                    | Jonathan Vaughters (155e)                 |
| 1998  | 53e                    | Julian Dean (362e)                        |
| 1999  | 21e (GS2)              | Gordon Fraser (277e)                      |
| 2000  | 8e (GS2)               | Henk Vogels (125e)                        |
| 2001  | 19e                    | Pavel Tonkov (79e)                        |
| 2002  | 4e (GS3)               | Henk Vogels (310e)                        |